# Ониевые соединения
Ониевые соединения – катионы с общей формулой Rn+1En+ (где E – атом элемента Va–VIIa подгрупп, а n – низшая степень окисления элемента) и их соли (ониевые соли)
К ониевым соединениям относятся три основных типа соединений:
1. катионы с общей формулой Hn+1En+, образующиеся в результате протонирования простых гидридов пниктогенов, халькогенов и галогенов Hn+1En+ (H3O+ – оксоний, H2Cl+ – хлороний, H4Bi+ – висмутоний);
2. соединения, формально являющиеся продуктами замещения одного или нескольких атомов водорода в катионах Hn+1En+ одновалентной группой ((CH3)2S+H – диметилсульфоний, (CH3)3P+ Cl− – хлорид триметилфосфония);
3. соединения, формально являющиеся продуктами замещения одного или нескольких атомов водорода в катионах Hn+1En+ двух- или трехвалентной группой (иминиевые соли R2C=N+HR1 X−, нитрилиевые соли RC≡NH+ X−).

Наибольшее значение имеют органические ониевые соединения.

## Свойства и реакционная способность
Стабильность органических ониевых соединений Rn+1En+ падает с ростом электроотрицательности элемента, несущего положительный заряд, т.е. при переходе от V к VII группе и увеличивается от II к V периоду; мезомерная делокализация заряда увеличивает стабильность. Так, тетраалкиламмониевые соединения устойчивы в сочетании с высоконуклеофильными анионами (I−), триалкилоксониевые образуют устойчивые соли только в сочетании с низконуклеофильными комплексными анионами (BF4−, PF6−, SbF6−) в апротонных растворителях и гидролизуются водой и спиртами:
Alk3O+ X− + ROH {\displaystyle \to } Alk2O + AlkOR + HX ,
катионы диалкилхлорония обнаружены только методом ПМР при низких (−80...−120°С) температурах в растворах хлоралканов, фторалканов и пентафторида сурьмы:
RCl + RF + SbF5 {\displaystyle \to } R2Cl+ SbF6−
Диалкилхлорониевые соли разлагаются при температурах выше −50°С, в то время как соли диарилхлорония выделены в кристаллическом состоянии и стабильны до 80–100°С; наиболее стабильными являются соли йодония – диалкилйодониевые соли выделены в кристаллическом состоянии, соли диарилйодония стабильны до температур ~200°С.
Ониевые соли электроотрицательных элементов (кислород и галогены) являются сильными электрофилами и, соответственно, алкилирующими и арилирующими агентами. Так, триалкилоксониевые соли алкилируют не только сильно- и средненуклеофильные соединения (амины, сульфиды, спирты), но и низконуклеофильные соединения, не алкилирующиеся алкилгалогенидами и диалкилсульфатами (сложные эфиры, амиды, кетоны, нитрилы), при этом возможно получение других ониевых солей, например, нитрилиевых при алкилировании нитрилов:
R–C≡N + (C2H5)3O+ BF4− {\displaystyle \to } R–C≡N+–C2H5 BF4− + (C2H5)2O
и карбоксониевых при алкилировании кетонов:
R2C=O + (R1)3O+ BF4− {\displaystyle \to } R2C=O+–R1 BF4− + (R1)2O
В случае ониевых солей с нуклеофильными анионами при нагреве может происходить алкилирование либо арилирование аниона:
R3S+ X− {\displaystyle \to } R2S + RX
(C6H5)3O+ I− {\displaystyle \to } C6H5I + (C6H5)2O
Под действием щелочей алкилониевые соли образуют гидроксиды, являющиеся сильными основаниями, разлагающиеся при нагревании. В случае четвертичных аммониевых солей и ониевых солей халькогенов разложение происходит с отщеплением алкенов (по типу гофмановского расщепления четвертичных алкиламмониевых солей):
(RCH2CH2)n+1En+ OH− {\displaystyle \to } RCH=CH2 + (RCH2CH2)nE + H2O
E = N, S, Se
Гидроксиды фосфониевых солей разлагаются с отщеплением алкана и образованием соответствующего триалкилфосфиноксида:
(RCH2CH2)4P+ OH− {\displaystyle \to } RCH2CH3 + (RCH2CH2)3P=O
Аналогично протекает и разложение арсониевых и стибониевых солей.

## Синтез
Общим методом синтеза алифатических ониевых соединений Rn+1En+ является алкилирование их предшественников RnE:
RnE + RX {\displaystyle \to } Rn+1En+ X−
В случае синтеза четвертичных аммонийных солей, а также стабильных ониевых соединений элементов группы азота и халькогенов в качестве алкилирующих агентов применяются алкилгалогениды, эфиры сульфокислот и серной кислоты (диметилсульфат, алкилтозилаты и мезилаты).
Синтез малостабильных ониевых соединений, оксониевых и галогенониевых соединений, являющихся сильными алкилирующими агентами, обычно проводят с использованием трифторида бора, пентахлорида или пентафторида сурьмы, образующих ненуклеофильные комплексные анионы BF4−, SbF6− и SbF6−.
R2O•BF3 + RF {\displaystyle \to } R3O+ BF4−
R2O + RHal + AgBF4 {\displaystyle \to } R3O+ BF4− + AgHal↓
RHal + CH3F + SbF5 {\displaystyle \to } CH3Hal+R SbF6−
Общий метод синтеза ароматических ониевых солей – арилирование их ArnE предшественников арениевыми катионами, образующимися при термическом разложении тетрафторборатов арилдиазониев:
Ar–N≡N+ BF4− {\displaystyle \to } Ar+ BF4−
ArnE + Ar+ BF4− {\displaystyle \to } Arn+1En+ BF4−
Этим методом могут быть синтезированы как галогенониевые (включая хлорониевые) и оксониевые соединения, так и ониевые соединения менее электроотрицательных элементов.
Особым случаем является синтез арилксенониевых солей нуклеофильным замещением фтора в дифториде ксенона XeF2 при его взаимодействии с триарилборанами:
XeF2 + B(C6F5)3 {\displaystyle \to } [C6F5Xe]+[C6F5BF3]–